# Lounge (ICE)

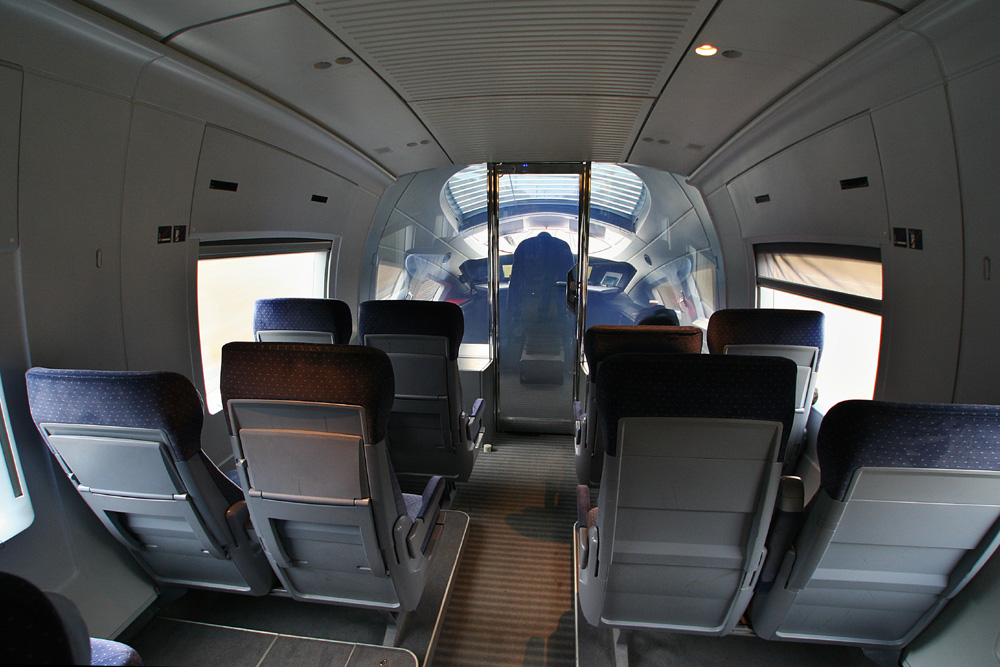
Lounge der zweiten Klasse im ICE 3 mit Blick auf den Führerstand

Die Lounge ist ein abteilartiger Sitzplatzbereich in den ICE-3-, -T- und -TD-Triebzügen der Deutschen Bahn sowie in den nach Spanien, China und Russland gelieferten Velaro-Triebzügen. Sie liegt direkt hinter dem Führerstand und ist nur durch eine Glasscheibe von diesem getrennt. Fahrgäste können von etwas erhöhten Sitzplätzen einen Blick auf die voraus liegende Strecke werfen und den Triebfahrzeugführer bei der Steuerung des Fahrzeugs beobachten. Die Sitze können gezielt reserviert werden, unterliegen aber keiner besonderen Reservierungspflicht.

## Aufbau
ICE-Lounges sind als Ruhebereiche ausgezeichnet, das heißt Telefongespräche, laute Unterhaltungen und dergleichen sind unerwünscht. Eine weitere Besonderheit sind die Türen zwischen Lounge und angrenzendem Einstiegsbereich (Vorraum). Um zu vermeiden, dass vor der Lounge stehende Fahrgäste (z. B. Schaulustige) die Tür ungewollt öffnen, sind die Schiebetüren von außen nur per Knopfdruck (ICE 3) beziehungsweise Berührung an einer bestimmten Stelle (ICE T/TD) zu öffnen. Die meisten anderen Schiebetüren des Zuges öffnen automatisch durch einen Bewegungsmelder.
Die Lounge ist in beiden Endwagen des Zuges vorhanden, sodass jeder Triebzug jeweils eine Lounge erster Klasse und zweiter Klasse hat. Entgegen der ursprünglichen Planung werden Züge in Doppeltraktion nicht gegensinnig gekuppelt, was zur Folge hätte, dass nur die Lounges der ersten Klasse an den jeweiligen Zugenden mit freier Sicht auf die Strecke lägen; stattdessen ist die Lounge der zweiten Klasse im einen sowie die Lounge der ersten Klasse im anderen Zugteil zur Zugmitte hin ausgerichtet. Die Sitzplatzanzahl variiert zwischen ICE 3 und ICE T/TD:
|                | ICE 3                              | ICE T/TD                             |
| -------------- | ---------------------------------- | ------------------------------------ |
| Erste Klasse:  | 8 Plätze (Nr. 94–106, Wagen 28/38) | 6 Plätze (Nr. 11–16, Wagen 28/38/48) |
| Zweite Klasse: | 10 Plätze (Nr. 11–23, Wagen 21/31) | 8 Plätze (Nr. 11–18, Wagen 21/31/41) |

Die Sitzplätze in den Lounges verfügen nicht über Fußstützen und Zeitungsnetze. Der Sitzabstand liegt beim ICE 3 etwas höher als im Großraumbereich. Beim ICE T wurde dagegen jeweils derselbe Sitzplatzabstand wie im Großraumbereich hergestellt (1. Klasse: 1010 mm, 2. Klasse: 971 mm). Über Regler bzw. Schalter über der Eingangstür lassen sich zusätzliche Lichter einschalten und die Innentemperatur regulieren. Im ICE-T stehen Gepäckablagen über den Sitzen zur Verfügung, im ICE 3 Ablageflächen im hinteren Bereich der Lounge.

## Geschichte
Der im Rahmen des Designwettbewerbs zum ICE 3 und ICE T im Herbst 1994 vom Büro Neumeister vorgelegte Entwurf sah in der 2. Klasse des ICE 3 eine halbkreisförmige Sitzgruppe unmittelbar hinter dem Führerstand vor, gefolgt von zwei Sitzreihen zu je vier Plätzen. In der 1. Klasse des ICE 3 sollten 2×4 und 2×2 Sitzplätze um Tische herum angeordnet werden. Das Ursprungskonzept sah darüber hinaus vor, in einer der beiden Lounges das Zugrestaurant mit halbrund angeordneten Sitzen unterzubringen. Der Bahnvorstand sprach sich jedoch gegen dieses Konzept aus.
Für den ICE-T war ursprünglich vorgesehen, den Führerstand oberhalb des Fahrgastraumes, wenige Meter hinter der Front zu platzieren. Detailliertere Untersuchungen zeigten, dass dies aus Platzgründen nicht möglich sein würde. Verschiedene weitere Entwürfe sahen eine U-förmige Sitzgruppe (mit Durchgang im Bereich des Mittelgangs) oder eine Bestuhlung mit halbrunden Sitzgruppen vor.
Um den Blick der Fahrgäste auf die Strecke in kritischen Momenten zu unterbinden, wurden automatische Vorhänge ebenso erprobt wie Rollos. Nachdem beide Versuchsserien nicht erfolgreich verliefen, wurde Mitte der 1990er Jahre das heute verwendete elektrochrome Glas serienreif.

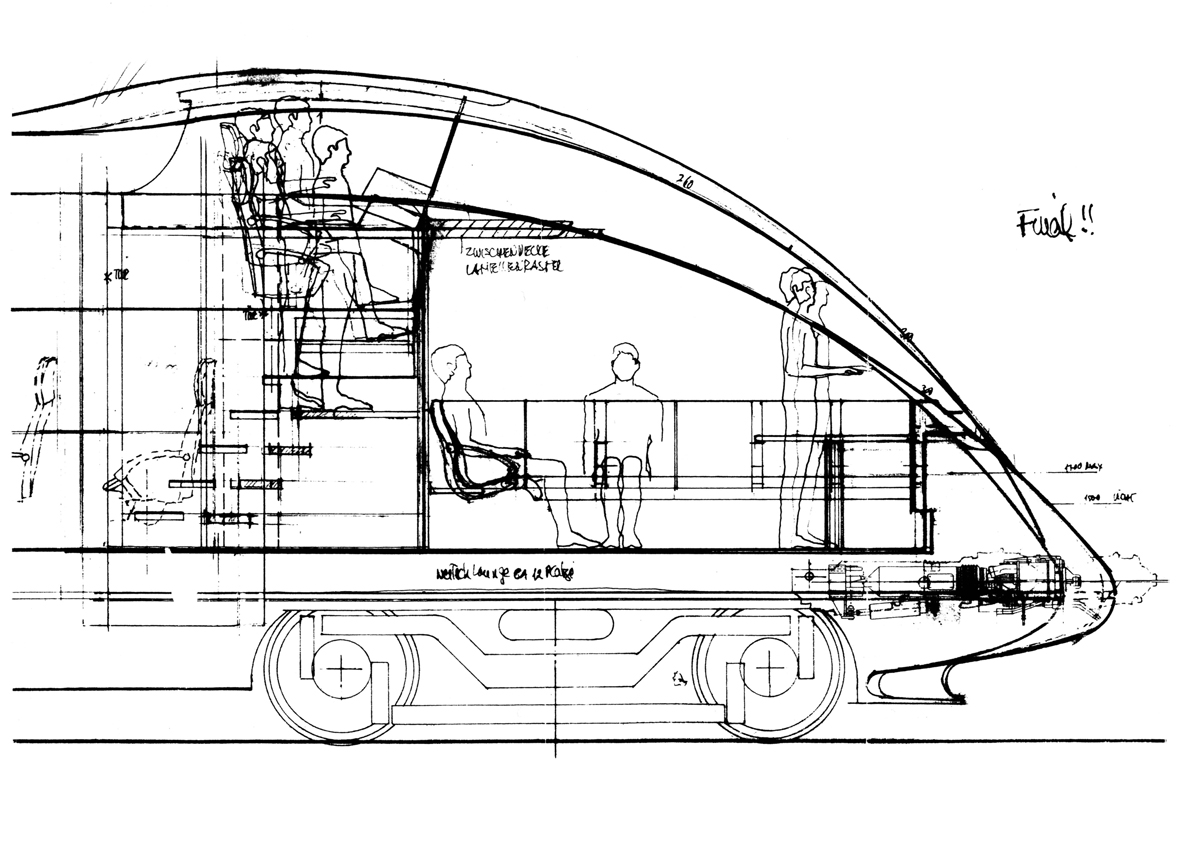
Erster Entwurf für die Lounge des ICE T (1994)
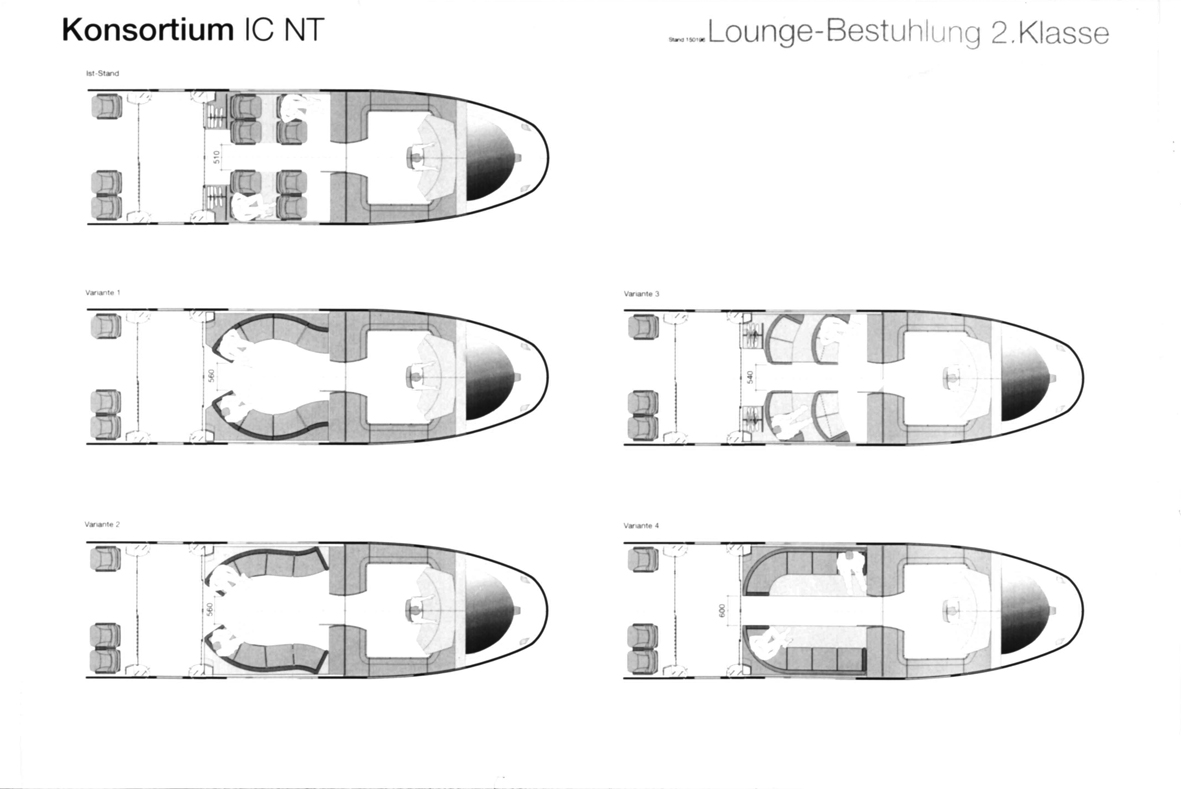
Sitzvarianten der ICE-T-Lounge (Ende 1994)
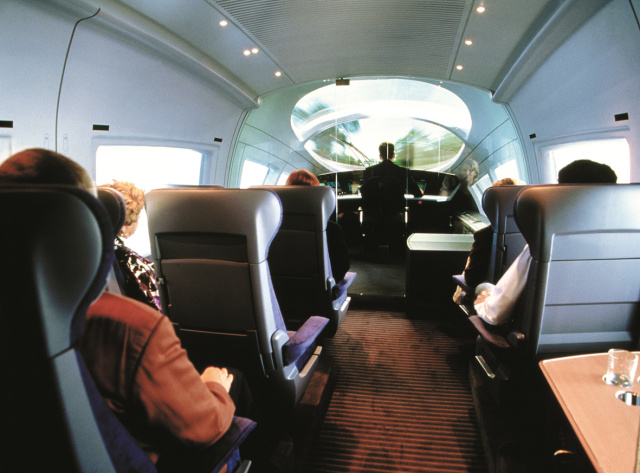
Das Mock-up der ICE-3-Lounge entsprach im Design weitgehend den späteren Serienzügen (1995)

Um das Lounge-Konzept umsetzen zu können, wurden zahlreiche Funktionen, die beim ICE 1 und ICE 2 noch in der Rückwand des Führerraums angeordnet waren, in die beiden Displays auf dem Führerstand integriert. Weitere Elemente wurden in Schränken auf der Seite angeordnet, um die Sicht der Fahrgäste nicht zu behindern. Die grundsätzliche Anordnung der Bedienelemente auf dem Führerpult blieb weitgehend unverändert.
Bei den um 2012 zur Auslieferung anstehenden 15 neuen ICE-Triebzügen der Baureihe 407 (Velaro D) wird die Lounge zu Gunsten eines Maschinenraums hinter dem Führerstand entfallen. Nach DB-Angaben sei dieser Schritt „sorgfältig abgewogen“ worden, wobei Vorteile für Wartung, Zugänglichkeit und Konzentration aller in Verbindung mit dem Führerraum in Zusammenhang stehenden Funktionen und Geräte letztlich ausschlaggebend gewesen sei. Die Fahrgasträume ließen sich so „weniger unruhig“ gliedern. Darüber hinaus hätten sich damit zusätzliche Sitzplätze unterbringen lassen.
Ende 2020 wurde die Lounge der 2. Klasse bei manchen Zügen für Reisende gesperrt und zum Rückzugsabteil für Zugpersonal zusätzlich zum Dienstabteil.

## Funktionsweise der Glasscheibe

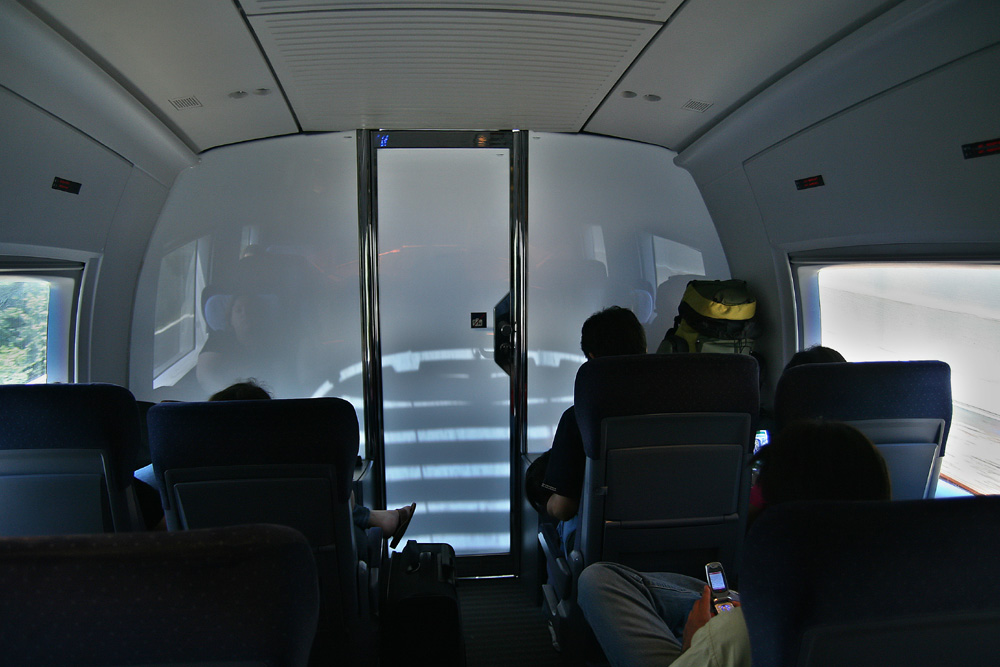
Scheibe der Lounge eines ICE 3 in milchigem Zustand

Die Glasscheibe, die den Führerstand von der Lounge trennt, ist während der Fahrt in der Regel durchsichtig, kann jedoch mittels eines Tasters „milchig“ (weitgehend undurchsichtig) geschaltet werden (siehe Elektrotropie). Damit werden Fahrgäste auch vor „unerwünschten Anblicken“, wie etwa einem Verkehrsunfall, bewahrt. Auch starker Lichteinfall von hinten oder der Wunsch des Fahrzeugführers, nicht gesehen zu werden, sind weitere Gründe für die Umschaltung der Scheibe.
In der Scheibe sind Flüssigkristalle enthalten, die sich in einem elektrischen Feld in einer Vorzugsrichtung anordnen und somit nahezu durchsichtig sind – die Scheibe wirkt grundsätzlich etwas trüb. Liegt kein elektrisches Feld an, richten sich die Kristalle nicht aus und die Scheibe ist milchig. Aus diesem Grund wird die Scheibe auch automatisch undurchsichtig, wenn der Hauptschalter des Zuges ausgeschaltet ist. Der Hauptschalter wird auch bei Phasentrennstellen kurzzeitig ausgelegt, beispielsweise auch an Grenzübergängen.
Im Zuge der Umrüstung für den Dänemark-Verkehr wurde die Durchsichtigkeit der Trennscheiben in zehn der 19 ICE TD mittels einer aufgeklebten Folie reduziert.
Laut einem Pressebericht habe die Deutsche Bahn Pläne, die Scheibe regulär transparent zu schalten, gegenüber ihrem Betriebsrat nicht durchsetzen können.
Im Vorfeld des ICE-3-Redesigns setzten sich viele Triebfahrzeugführer dafür ein, die Scheiben der Abtrennung dauerhaft undurchsichtig zu machen.